# Carestia sovietica del 1932-1933

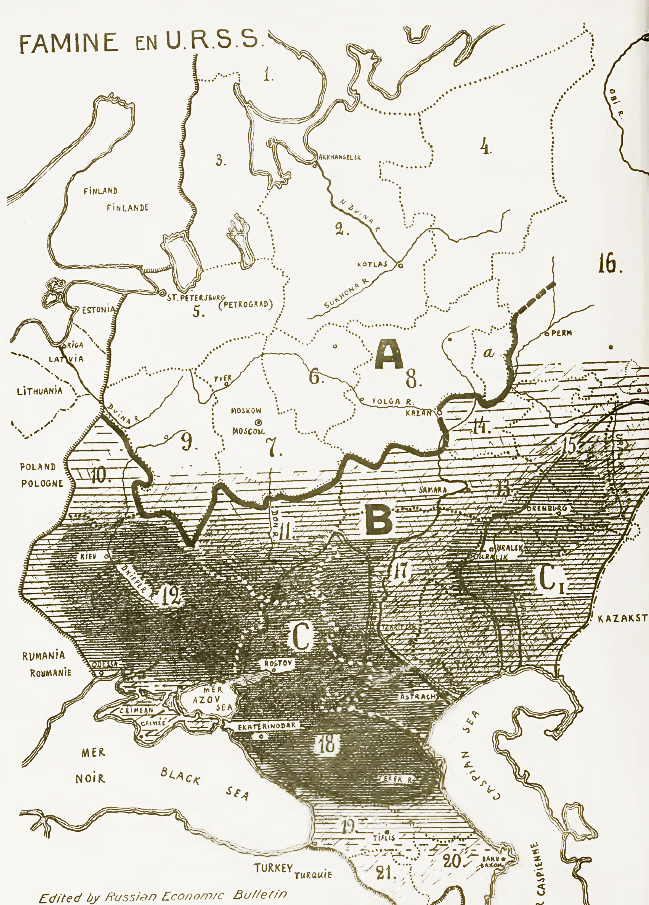
Carestia in URSS, 1933. Le aree più disastrate dalla carestia sono contrassegnate in nero. A - regioni consumatrici di grano, B - regioni produttrici di grano. C - ex terre dei cosacchi del Don, di Kuban e di Terek, C1 - ex terra dei cosacchi dell'Ural e di Orenburg. 1. Penisola di Kola, 2. regione settentrionale, 3. Carelia, 4. Komi, 5. Oblast' di Leningrado, 6. Oblast' di Ivanovo 7. Oblast' di Mosca, 8. regione di Nižnij Novgorod, 9. Oblast' occidentale, 10. Bielorussia, 11 Regione della Terra Nera centrale, 12. Ucraina, 13. Regione del Volga centrale, 14. Tatarstan, 15. Baschiria, 16. Regione degli Urali, 17. Regione del Basso Volga, 18. Kraj del Caucaso settentrionale, 19. Georgia, 20. Azerbaigian, 21. Armenia.

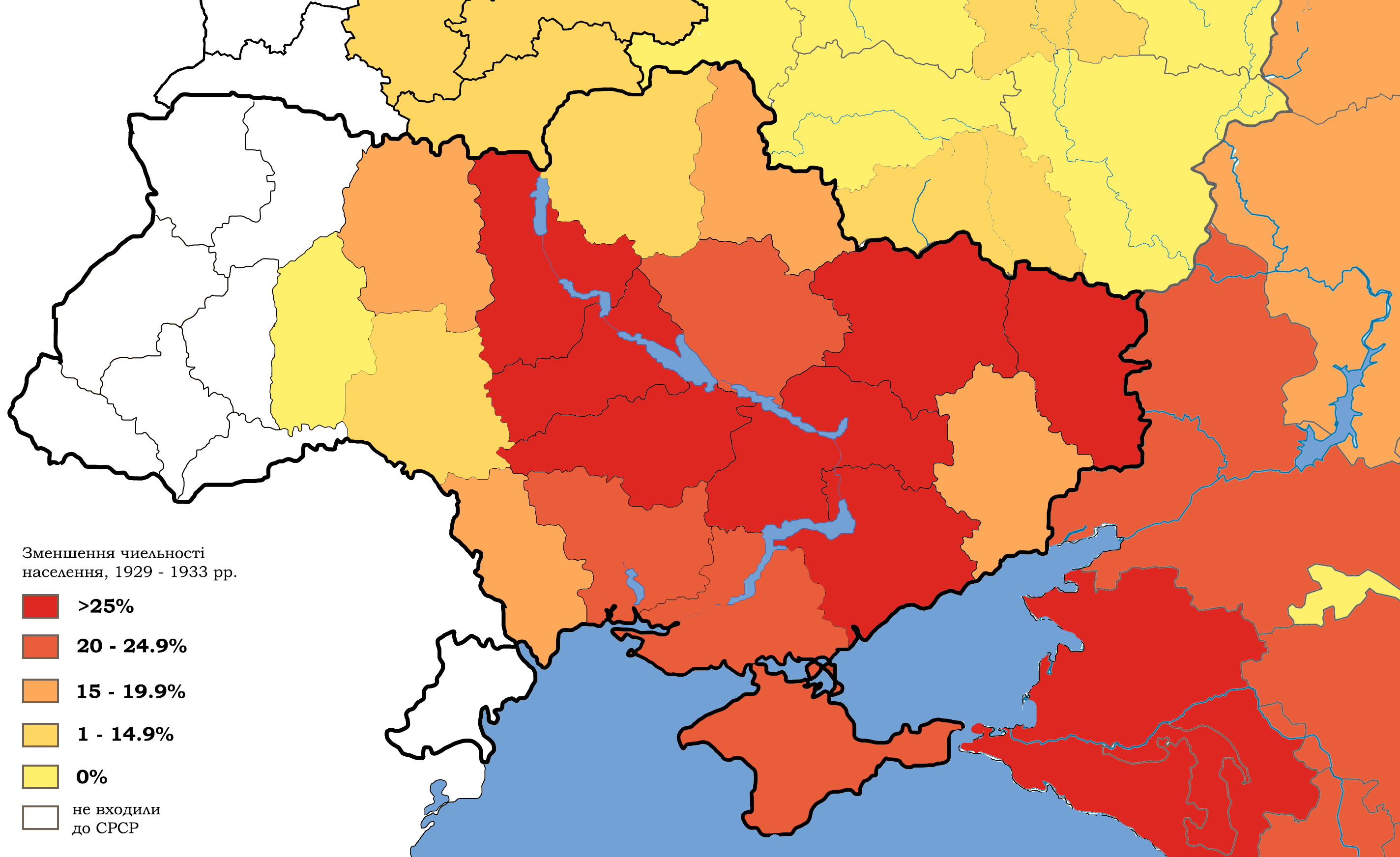
Spopolamento dell'Ucraina e della Russia meridionale, 1929-1933

La carestia sovietica del 1932-1933 fu una grande carestia che uccise milioni di persone nelle principali aree produttrici di grano dell'Unione Sovietica, incluse l'Ucraina, il Caucaso settentrionale, la regione del Volga e il Kazakistan, gli Urali meridionali e la Siberia Occidentale. L'Holodomor in Ucraina e la carestia kazaka del 1932-1933 sono stati visti come genocidi commessi dal governo di Iosif Stalin; tuttavia, alcuni accademici non sono d'accordo sul fatto che la carestia fosse stata "creata dall'uomo". È stato stimato che tra 3,3 e 3,9 milioni di persone morirono in Ucraina e 2 milioni morirono in Kazakistan.
Il numero esatto di decessi è difficile da determinare a causa della mancanza di registri, ma il numero aumenta in modo significativo quando vengono inclusi i decessi nella regione fortemente popolata da ucraini del Kuban'. Le stime più vecchie sono ancora spesso citate nei commenti politici. Nel 2007, David Marples stimò che a causa della carestia nell'Ucraina sovietica erano morte 7,5 milioni di persone, di cui 4 milioni di etnia ucraina. Secondo i risultati della Corte d'appello di Kiev nel 2010, le perdite demografiche dovute alla carestia ammontano a 10 milioni, con 3,9 milioni di decessi diretti per carestia ed altri 6,1 milioni di carenze delle nascite. Più tardi nel 2010, Timothy Snyder stimò che in totale erano morte in Ucraina circa 3,3 milioni di persone. Nel 2013, venne affermato che i decessi totali in eccesso in Ucraina non avrebbero potuto superare i 2,9 milioni.
Stalin ed altri membri del partito avevano ordinato che i kulaki venissero "liquidati come classe" e così divennero un bersaglio per lo stato. I contadini più ricchi e i proprietari terrieri vennero etichettati "kulaki" e vennero ritratti dai bolscevichi come nemici di classe, il che culminò in una campagna sovietica di repressioni politiche, tra cui arresti, deportazioni ed esecuzioni di un gran numero di contadini ricchi e delle loro famiglie tra il 1929 ed il 1932.
I principali fattori che contribuirono alla carestia includono: la collettivizzazione forzata dell'agricoltura come parte del primo piano quinquennale sovietico, l'approvvigionamento forzato di grano, combinato con una rapida industrializzazione, un calo della manodopera agricola e diverse siccità. La carestia è vista da alcuni storici come un deliberato atto di genocidio contro le etnie ucraina e kazaka mentre altri critici contestano la rilevanza di qualsiasi motivazione etnica, e si concentrano invece sulle dinamiche di classe tra i contadini proprietari terrieri (kulaki) con forte interesse politico per la proprietà privata e i principi fondamentali del Partito Comunista al potere, che erano diametralmente opposti a quegli interessi. Oltre alla carestia kazaka del 1919-1922, questi eventi videro il Kazakistan perdere più della metà della sua popolazione in 15 anni a causa delle azioni della dirigenza sovietica. Complessivamente la carestia kazaka del 1930-1933 fece dei kazaki una minoranza nella loro stessa repubblica. Prima della carestia, circa il 60% della popolazione della repubblica era kazako, ma dopo la carestia, solo il 38% circa della popolazione era kazako.
Gareth Jones fu il primo giornalista occidentale a denunciare la devastazione.

## Le cause
A differenza della precedente carestia del 1921-1922, la siccità intermittente della Russia non era grave nelle zone colpite in questo momento.
Lo storico Mark B. Tauger della West Virginia University suggerisce che la carestia venne causata da una combinazione di fattori, in particolare un basso raccolto a causa di catastrofi naturali combinate con una maggiore domanda di cibo causata dall'industrializzazione e dall'urbanizzazione e allo stesso tempo dalle esportazioni di grano da parte dell'Unione Sovietica. L'industrializzazione divenne un meccanismo di innesco della carestia. Il primo piano quinquennale di Stalin, adottato dal partito nel 1928, prevedeva una rapida industrializzazione dell'economia, ponendo l'accento sull'industria pesante. Con la maggior parte degli investimenti nell'industria pesante, si verificarono diffuse carenze di beni di consumo mentre anche la forza lavoro urbana stava aumentando. La collettivizzazione impiegata nello stesso momento avrebbe dovuto migliorare la produttività agricola e produrre riserve di grano sufficientemente grandi da alimentare la crescente forza lavoro urbana. L'eccedenza prevista era per pagare per l'industrializzazione. I kulaki, che erano i contadini più ricchi, incontrarono una particolare ostilità da parte del regime di Stalin. Circa un milione di famiglie kulake (circa cinque milioni di persone) vennero deportate e non se ne seppe più nulla. La collettivizzazione forzata dei restanti contadini venne spesso ferocemente contestata, con conseguente disastrosa interruzione della produttività agricola. La collettivizzazione forzata aiutò a raggiungere l'obiettivo di una rapida industrializzazione di Stalin, ma contribuì anche a una catastrofica carestia nel 1932-1933.
Un'opinione simile è stata presentata da Stephen Wheatcroft, che ha dato più peso alle "politiche mal concepite" del governo sovietico e ha sottolineato che mentre la politica non era mirata specificamente all'Ucraina, è stata l'Ucraina a soffrire di più per "ragioni demografiche".
Lewis H. Siegelbaum, professore di storia alla Michigan State University, afferma che l'Ucraina fu particolarmente colpita da quote di grano che erano fissate a livelli che la maggior parte delle aziende agricole non potevano produrre. Il raccolto del 1933 fu scarso, unito al livello delle quote estremamente elevato, il che portò a condizioni di fame. Le carenze vennero attribuite al sabotaggio del kulaki e le autorità distribuirono quali forniture erano disponibili solo nelle aree urbane. La perdita di vite umane nelle campagne ucraine è stimata a circa 5 milioni di persone.

## La legge delle Spighe
Il "Decreto Riguardante la Protezione della Proprietà Socialista" - soprannominato dagli agricoltori Legge delle Spighe - venne istituito il 7 agosto 1932. Lo scopo della legge era proteggere la proprietà delle fattorie collettive. Fu soprannominata la Legge delle Spighe perché permetteva alle persone di essere processate per spargimento di grano residuo dai campi. Ci furono più di 200.000 persone condannate ai sensi di questa legge.

## I torgsin
Gli agricoltori stavano morendo o fuggendo verso le città, dove il cibo poteva essere acquistato in appositi negozi, chiamati torgsin, con valuta, oro, argento o altri oggetti di valore. Ad esempio, due torgsin nella città di Charkiv accettavano 374 kg di oro del valore di 294.000 rubli dal gennaio al febbraio del 1932. Da gennaio del 1932 ci furono torgsin in otto città ucraine, da maggio del 1932 ce ne furono 26, e nell'autunno 1932, ce ne furono 50 in 36 città. Al culmine della carestia nel 1933, il numero di torgsin raggiunse la cifra di 263.

## I passaporti
Ci fu una ondata migratoria a causa della fame, anche se le autorità risposero con l'introduzione di un requisito per cui i passaporti potevano essere utilizzati per andare tra le repubbliche e con il divieto di viaggiare in treno.

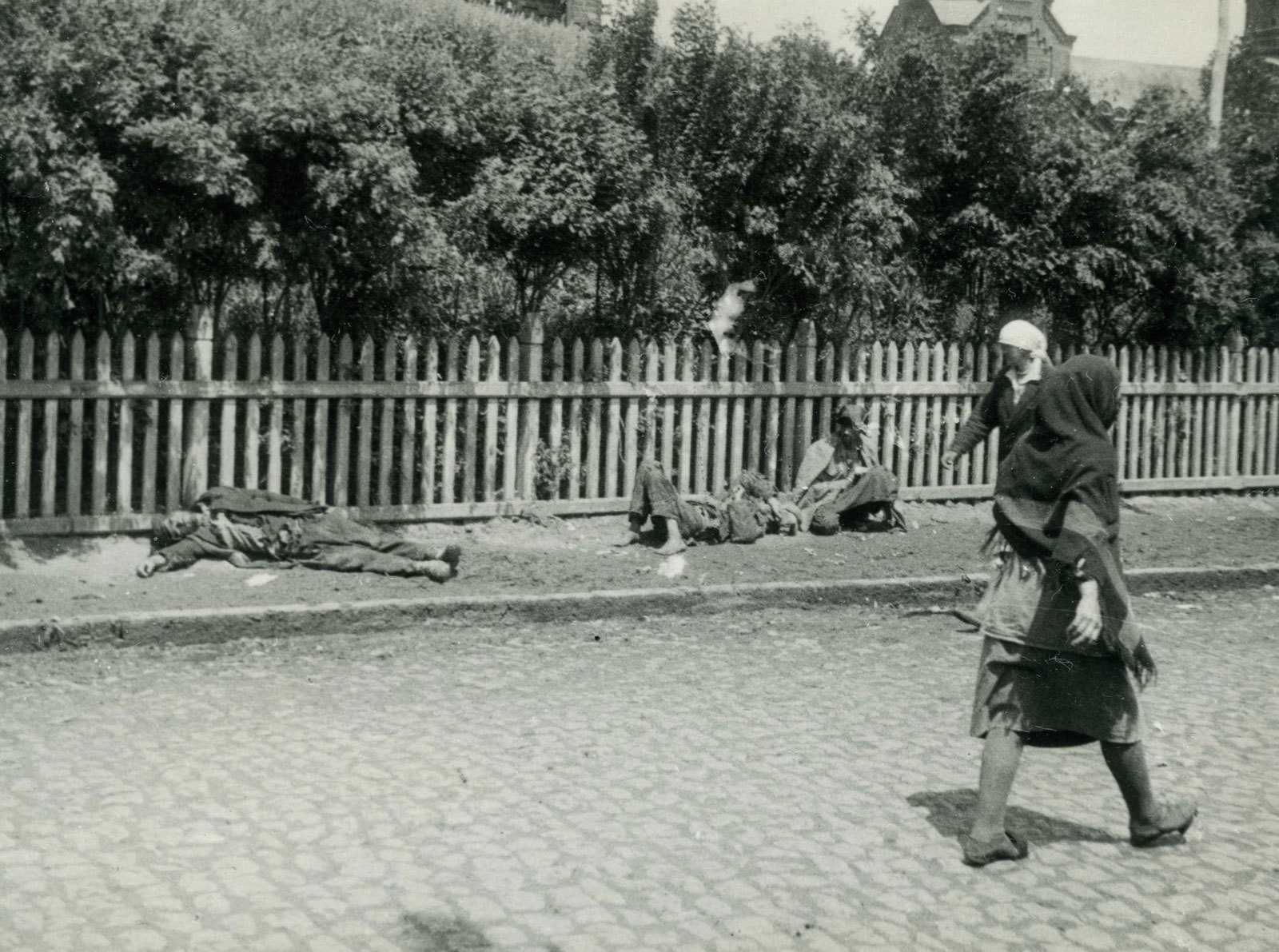
Contadini affamati in una strada di Charkiv, 1933

I passaporti interni (carte d'identità) sovietici vennero introdotti il 27 dicembre 1932 dalle autorità sovietiche per affrontare l'esodo di massa dei contadini dalla campagna. Le persone che non avevano un tale documento non potevano lasciare le loro case a pena di sanzioni amministrative, come l'internamento in un gulag (campi di lavoro e di rieducazione sovietici). La popolazione rurale non aveva il diritto di avere passaporti e quindi non poteva lasciare i propri villaggi senza approvazione. Il potere di rilasciare passaporti rimase al capo della kolchoz e i documenti d'identità vennero tenuti da parte dell'amministrazione delle fattorie collettive. Questa misura rimase vigente fino al 1974.
La mancanza di passaporti non poteva fermare completamente i contadini dal lasciare la campagna, ma solo una piccola percentuale di coloro che s'infiltrarono illegalmente in città poterono migliorare la propria sorte. Incapaci di trovare un lavoro o, eventualmente, acquistare o mendicare un po' di pane, gli agricoltori morirono per le strade di Charkiv, Kiev, Dnipropetrovsk, Poltava, Vinnycja e di altre grandi città dell'Ucraina.

## Reazioni
La carestia del 1932-1933 venne ufficialmente negata, così come ogni discorso su questo tema venne classificato come crimine di "propaganda antisovietica" fino alla perestrojka. Anche i risultati del censimento del 1937 vennero tenuti segreti, in quanto rivelavano le perdite demografiche imputabili alla Grande Carestia.

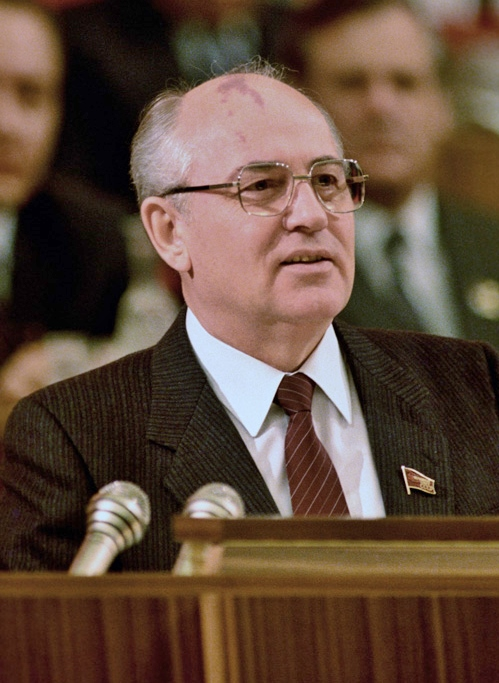
Almeno tre parenti di etnia russa di Gorbačëv furono vittime della carestia del 1932-1933 nella regione di Stavropol'

Alcuni noti giornalisti, in particolare Walter Duranty del New York Times, minimizzarono la carestia e il suo bilancio delle vittime. Nel 1932 ricevette il Premio Pulitzer per la corrispondenza per la sua copertura del primo piano quinquennale dell'Unione Sovietica e quindi venne considerato il giornalista occidentale più esperto per coprire la carestia. Nell'articolo "Russians Hungry, But Not Starving", rispose ad un resoconto della fame in Ucraina e, pur riconoscendo che vi era una diffusa malnutrizione in alcune aree dell'URSS (comprese parti del Caucaso settentrionale e del Basso Volga), generalmente discordava con l'entità del problema e affermò che non c'era carestia. La copertura di Duranty portò direttamente al riconoscimento ufficiale dell'Unione Sovietica da parte di Franklin Roosevelt nel 1933 e revocò così il riconoscimento ufficiale degli Stati Uniti di un'Ucraina indipendente. Una posizione simile venne assunta dal Primo ministro francese Édouard Herriot, che visitò il territorio ucraino durante il suo soggiorno in Unione Sovietica. Altri giornalisti occidentali, tuttavia, riferirono sulla carestia all'epoca, tra cui Malcolm Muggeridge e Gareth Jones, che entrambi criticavano severamente il resoconto di Duranty e che in seguito fu loro vietato di tornare in Unione Sovietica.
Da bambino, Michail Gorbačëv visse la carestia sovietica a Stavropol', in Russia. In un libro di memorie ricordò che "In quell'anno terribile [nel 1933] quasi la metà della popolazione del mio villaggio natale, Privolnoye, morì di fame, tra cui due sorelle e un fratello di mio padre."
La fattoria degli animali di George Orwell s'ispirò agli articoli di Gareth Jones sulla Grande carestia del 1932-1933.
I membri della comunità internazionale denunciarono il governo dell'URSS per gli eventi degli anni 1932-1933. Tuttavia, la classificazione della carestia ucraina come genocidio è oggetto di dibattito. Una critica completa è presentata da Michael Ellman nell'articolo "Stalin and the Soviet Famine of 1932-33 Revisited", pubblicato sulla rivista Europe-Asia Studies. L'autore fa riferimento alla Convenzione delle Nazioni Unite che specifica che il genocidio è la distruzione "in tutto o in parte" di un gruppo nazionale, "qualsiasi atto commesso con l'intento di distruggere, in tutto o in parte, un gruppo nazionale, etnico, razziale o religioso". Si sostiene che le ragioni della carestia fossero radicate nell'industrializzazione e nella diffusa collettivizzazione delle fattorie che comportavano l'aumento delle tasse, le quote di consegna del grano e l'espropriazione di tutte le proprietà. Quest'ultima incontrò resistenza a cui si rispose con "l'imposizione di quote di consegna sempre più elevate e la confisca dei prodotti alimentari.” Poiché le persone rimasero con una quantità insufficiente di cibo dopo l'approvvigionamento, si verificò la carestia. Pertanto, la carestia si verificò in gran parte a causa delle politiche che favorirono gli obiettivi di collettivizzazione e d'industrializzazione piuttosto che il tentativo deliberato di distruggere i kazaki o gli ucraini come popolo.
In Red Famine: Stalin's War on Ukraine, la giornalista statunitense vincitrice del Premio Pulitzer Anne Applebaum sostiene che la definizione ONU di genocidio è eccessivamente ristretta, a causa dell'influenza dell'URSS sulla Convenzione sul genocidio. Invece di una definizione ampia che avrebbe incluso i crimini sovietici contro kulaki e ucraini, il genocidio "arrivò a significare l'eliminazione fisica di un intero gruppo etnico, in un modo simile all'Olocausto. L'Holodomor non soddisfa quel criterio. [...] Ciò non sorprende, dato che la stessa Unione Sovietica ha contribuito a modellare la lingua proprio al fine di impedire che i crimini sovietici, incluso l'Holodomor, venissero classificati come "genocidio". Applebaum fu influenzata dalle sue posizioni politiche di stampo anticomunista. Applebaum quindi conclude:
Lesa Melnyczuk Morgan conclude il suo studio approfondito, Remember the peasantry: A study of genocide, famine, and the Stalinist Holodomor in Soviet Ukraine, 1932-33, affermando che "l'Holodomor era chiaramente un atto di genocidio contro il popolo ucraino da parte del regime sovietico di Stalin".
Lo storico della West Virginia University Mark Tauger, nella sua recensione del libro di Applebaum Red Famine, afferma che il libro "tralascia troppe informazioni importanti, contiene false affermazioni su punti chiave e trae conclusioni ingiustificate su questioni importanti basate sull'uso incompleto delle fonti" e sostiene che le cause della carestia sono più complesse:

## Stima della perdita di vite umane
- Il libro del 2004 The Years of Hunger: Soviet Agriculture, 1931–33 di R. W. Davies e S. G. Wheatcroft, dà una stima di 5,5-6.500.000 morti.[42]
- Il libro nero del comunismo circa 6 milioni di morti nel 1932-33.[42]
- L'Enciclopedia Britannica stima che 6-8.000.000 persone sono morte di fame in Unione Sovietica durante questo periodo, di cui 4-5.000.000 erano ucraini.[43]
- Robert Conquest,il cui libro fondamentale sull'Holodomor risale però al 1986, prima cioè dell'apertura degli archivi ex sovietici, stima almeno 7 milioni di morti per fame dei contadini nella parte europea dell'Unione Sovietica nel 1932-33 (5 milioni in Ucraina, 1 milione nel Caucaso del Nord, e 1 milione altrove), e un ulteriore 1 milione di morti per fame a causa della collettivizzazione in Kazakistan.[44]
- Un altro studio, di Michael Ellman utilizzando i dati forniti da Davies e Wheatcroft, stima "'circa otto milioni e mezzo di "vittime della carestia e della repressione", uniti, nel periodo 1930-1933.[45]
- Nel suo libro del 2010 Stalin's Genocides, Norman Naimark stima che da 3 a 5 milioni di ucraini sono morti durante la carestia.[46]
- Alla luce delle ricerche demografiche più recenti, pare si possa parlare di circa 3,8–4 milioni di morti in Ucraina dal 1932 al 1933 e 1,3–1,5 milioni di morti in Kazakistan dal 1931 al 1933. Considerando le ulteriori carestie e perdite in altre regioni dell'Urss (Caucaso settentrionale, Kuban, Repubblica tedesca del Volga ecc.), gli studiosi più recenti ipotizzano che le carestie sovietiche del 1930–1933 abbiano provocato un totale di circa 7 milioni di vittime.